# Кусунокі (1945)
«Кусунокі» (Kusunoki, яп. 楠) — ескортний міноносець Імперського флоту Японії, який брав участь у Другій світовій війні.

## Історія створення
Корабель, який став двадцять п'ятим серед завершених ескортних есмінців типу «Мацу» (та сьомим серед таких кораблів підтипу «Татібана»), заклали 9 листопада 1944 року на верфі флоту в Йокосуці. Спущений на воду 8 січня 1945 року, вступив у стрій 28 квітня того ж року.

## Історія служби
За весь час після завершення та до закінчення війни «Кусунокі» не полишав вод Японського архіпелагу, при цьому з 15 липня він був підпорядкований військово-морському округу Майдзуру (обернене до Японського моря узбережжя Хонсю) та перейшов туди, де й перебував на момент капітуляції.
У жовтні 1945-го корабель виключили зі списків ВМФ та призначили для участі в репатріації японців (по завершенні війни з окупованих територій на Японські острови вивезли кілька мільйонів військовослужбовців та цивільних японської національності).
16 липня 1947-го «Кусунокі» передали британцям, які пустили його на злам.